# Ратнасамбхава
Ратнасамбхава (на санскр. буквално.: „Роденият в скъпоценния камък“) е един от Петте Дхяни Буда (или „Петте Медитативни Буди“) във Ваджраяна тантрическия будизъм. С него се свързват земният Буда Кашяпа и трансциденталният бодхисатва Ратнапани. Мандалите и мантрите на Ратнасамбхава са съсредоточени върху развиването на спокойствието и равнопоставеността, а Ваджряна будистката мисъл се свързва с усилието да се трансформира гордостта и егоизма. Неговата съпруга е Мамаки, а неговата опора е кон или два лъва. Кундали е гневната му форма. В свитата му често е включван светския защитник Дзамбала.
Ратнасамбхава се изобразява най-често в жеста удовлетворение на желанието (варада-мудра) яхнал лъв или кон.